# Snavelwatervlo
De snavelwatervlo (Penilia avirostris) is een watervlooiensoort uit de familie van de Sididae. De wetenschappelijke naam van de soort werd in 1849 voor het eerst geldig gepubliceerd door Dana.

## Verspreiding
De snavelwatervlo is een mariene watervlo die op grote schaal werd verspreid in kustgebieden over de hele wereld. Het werd in 1849 vanuit Brazilië beschreven, maar zijn ware oorspronkelijke verspreidingsgebied is nog onbekend. Het wordt gevonden in gematigd Azië, Europa en Nieuw-Zeeland. In Noord-Amerika wordt het gevonden aan de oost-, west- en Golfkust. In de afgelopen jaren is het assortiment uitgebreid met verhoogde watertemperaturen, maar de enige bekende introductie is in de Golf van St. Lawrence, Canada. Het is de enige watervlo die beperkt is tot volledig mariene leefomgevingen.